# Festuca orizabensis
Festuca orizabensis är en gräsart som beskrevs av Evgenii Borisovich Alexeev. Festuca orizabensis ingår i släktet svinglar, och familjen gräs. Inga underarter finns listade i Catalogue of Life.